# Kommunstyre- och fylkestingsval i Norge 2011
Kommunestyre- och fylkestingsval i Norge 2011 hölls måndagen den 12 september 2011. Dessutom hade 195 kommuner vallokalerna öppna söndagen 11 september i hela eller delar av kommunen.
Det valdes totalt 10 781 kommunstyrepresentanter till 429 kommunstyrelser och 728 representanter till 18 fylkesting. Dessutom var det val till bydelsutvalg i flera kommuner. Samtidigt som kommun- och fylkestingsvalet arrangerades, höll Den norske kirke kyrkoval.

## Resultat

### Kommunvalet
Preliminära resultat från tisdag 13 september klokan 11.36.
- Valdeltagande: 2 355 409 (62,6%)

| Parti                     | Antalet röster | Procentfördelning | Kommunvalet 2007 | Stortingvalet 2007 |
| Arbeiderpartiet           | 743 743        | 31,6              | 1,9              | -3,7               |
| Høyre                     | 658 796        | 28,0              | 8,7              | 10,9               |
| Fremskrittspartiet        | 269 605        | 11,4              | -6,0             | -11,0              |
| Senterpartiet             | 160 218        | 6,8               | -1,1             | 0,8                |
| Venstre                   | 146 582        | 6,2               | 0,4              | 2,5                |
| Kristelig Folkeparti      | 132 549        | 5,6               | -0,7             | 0,3                |
| Sosialistisk Venstreparti | 95 199         | 4,0               | -2,0             | -1,8               |
| Rødt                      | 35 393         | 1,5               | -0,3             | 0,4                |
| Miljøpartiet De Grønne    | 27 018         | 1,1               | +0,4             | +0,8               |
| Andra                     | 86 306         | 3,7               | 0,9              | -                  |